# Bundesgymnasium, Bundesrealgymnasium und Bundesaufbaugymnasium Horn

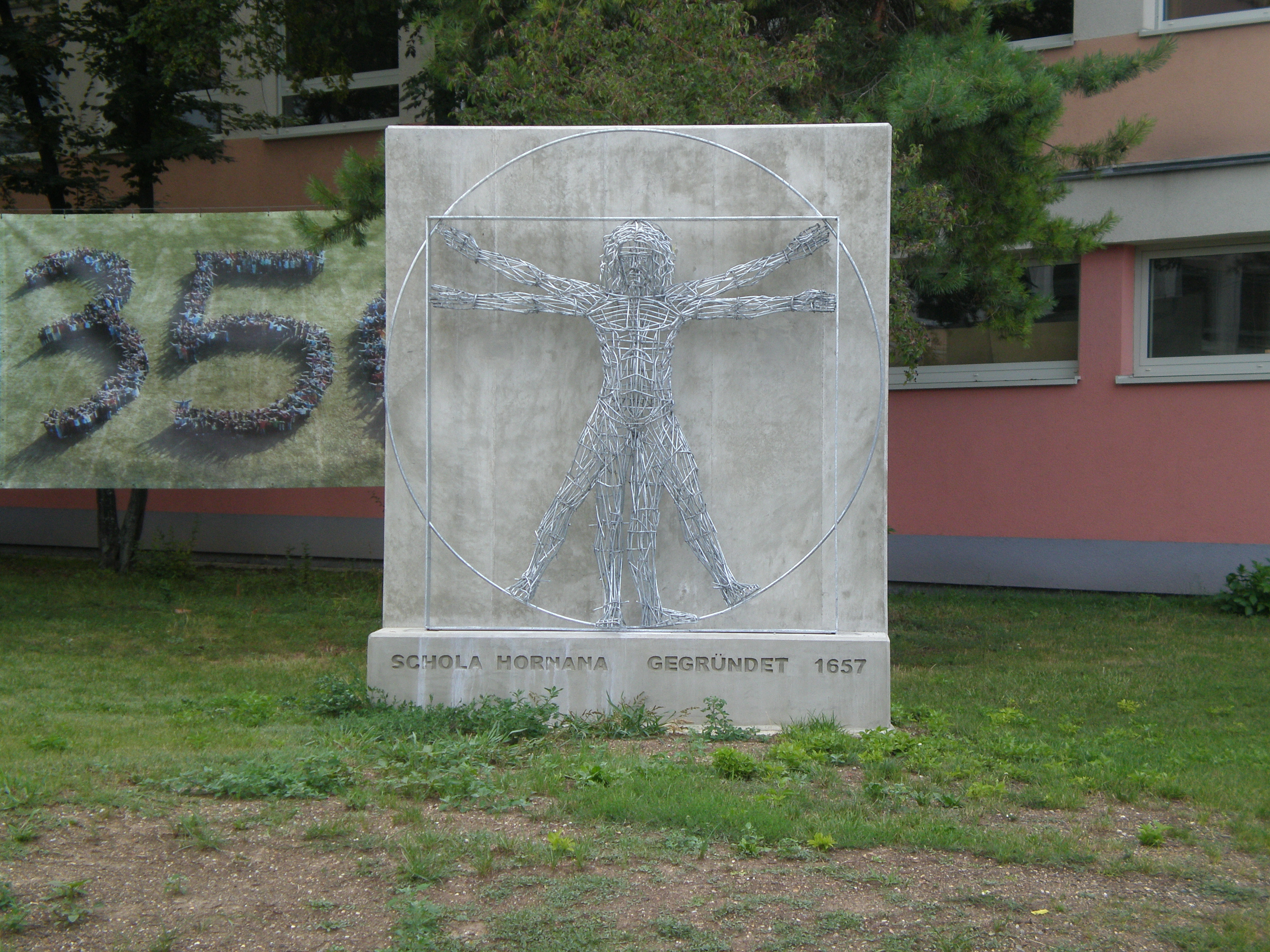
Denkmal vor dem Gymnasium, errichtet anlässlich des 350-Jahr-Jubiläums

Das Bundesgymnasium, Bundesrealgymnasium und Bundesaufbaugymnasium Horn (kurz: BG, BRG und BAG Horn) ist eine allgemeinbildende höhere Schule (AHS) in Horn, Niederösterreich.

## Geschichte
Am 11. März 1657 wurde die Schule, mit Namen Schola Hornana, als vierklassiges Piaristengymnasium gegründet. Die Eröffnung fand am 9. April 1657 statt. Seinen ersten Sitz hatte es in einem Tuchmacherhaus in der Wiener Straße. Am Ende des ersten Schuljahres waren 112 Schüler in den Gymnasialmatriken eingetragen. Die Schule wurde gestiftet vom Horner Stadtherrn Ferdinand Graf Kurz und ist heute eines der ältesten Gymnasien Österreichs.
Aufgrund von ständig steigenden Schülerzahlen musste die Schule erweitert werden, bis der neue Trakt schließlich am 27. September 1733 fertiggestellt wurde. 1742 fasste das Gymnasium bereits 179 Schüler.
Seit der 2. Hälfte des 18. Jahrhunderts finden Schultheatervorstellungen der Piaristen statt, wofür es seit 1768 einen eigenen Theatersaal gibt. Diese Veranstaltungen förderten Mimik, Gestik, Artikulation, musikalisches und tänzerisches Talent der Schüler. Es wurden hauptsächlich biblische und antike Stoffe behandelt, zur Bearbeitung gegenreformatorischer Absichten.
Von 1785 bis 1796 war die Schule aufgrund einer Gymnasialreform und der Einführung des Schulgeldes geschlossen.
1820 erfolgte ein weiterer Umbau bei dem vier Lehrerzimmer mit guter Einrichtung entstanden. 1827 wurde allerdings ein Teil davon aufgrund eines Großbrandes in Horn zerstört und auch der Unterricht musste einige Zeit ausgesetzt werden.
Aufgrund einer Schulreform zwischen 1848 und 1850 drohte kurzzeitig die Schließung des Gymnasiums, da es einen Konflikt um die Finanzierung der Schule zwischen den Piaristen und der Gemeinde Horn gab. Schließlich bestand das Gymnasium ab 1872 als staatliches Landesreal- und Untergymnasium, ab 1874 auch mit einer Oberstufe, weiter.
1884 wurde neben der Schule ein städtisches Schülerheim eingerichtet, das 1888 in die Hamerlingstraße übersiedelte.
1921 wurde das Landesgymnasium in ein Bundesgymnasium umgewandelt und 1928 erfolgte die Gründung der ersten österreichischen Aufbaugymnasiums.
1961 zog die Schule in ihr heutiges Quartier in der Puechhaimgasse um, welches nach Plänen der Architekten Wilhelm Reichel und Hans Riedl erbaut wurde. Die beiden bekamen für ihren Entwurf den ersten Preis beim Architekturwettbewerb.
Im Schuljahr 1973/74 gab es den höchsten je erreichten Schülerstand der Geschichte mit 993 Schülern.
1990 Beginn der Schulpartnerschaft mit dem Gymnasium in Znaim (Gymnázium Dr. Karla Polesného).
1998/1999 Beginn eines umfangreichen Suchtvorbeugungsprojektes („Systematische Prävention von Suchtverhalten“ – SPS), in dem Schüler, Eltern und Lehrer mitarbeiten.
Von 1999 bis zu ihrer Matura im Jahr 2007 besuchte mit Claudia Lösch erstmals eine behinderte Schülerin das Gymnasium.
2007: 350-jähriges Bestandsjubiläum des Horner Gymnasiums: Ganzjähriges Festprogramm mit vielen Veranstaltungen und Ausstellungen. Stiftungstag mit Festzug aller Horner Schulen, Errichtung eines Denkmals vor dem Schulgebäude und Herausgabe einer umfangreichen Festschrift. 13. Oktober: Festgottesdienst, Festfeier im Gymnasium, Festkonzert ehemaliger Schüler in der Stiftsbibliothek Altenburg und Absolvententreffen im Gymnasialgebäude.
Das Gymnasium verfügt über eine Schulbibliothek mit etwa 16.000 Büchern.
Die Schule besitzt mit den Crazy Teachers eine eigene, aus Lehrern gebildete Band.

## Leitung
- bis 2009 Herbert Kefeder
- 2009–2014 Roland Senk
- seit 2014 Michael Ableidinger[4]

## Bekannte Absolventen und hier wirkende Personen
- Raimund Bauer (1913–2000), Heimatforscher
- Wolfgang Brandstetter (* 1957), Universitätsprofessor und Richter am Verfassungsgerichtshof, ehemaliger Vizekanzler und Justizminister
- Friedrich Eichberger (1908–1961), Lehrer und Komponist
- Oswald Eschelmüller (* 1956), Lehrer und Bildhauer
- Günther Frank (* 1936), Sänger, Schauspieler, Moderator und Maler
- Josef Haslinger (* 1955), Schriftsteller
- Bruno Heinrich (1908–1992), Zisterzienser, Abt vom Stift Stams, Pfarrer in Göttlesbrunn
- Douglas Hoyos (* 1990), Politiker (NEOS)
- Friedensreich Hundertwasser (1928–2000), Maler und Bildhauer
- Hans Kapitan (1908–1993), Gymnasialdirektor, Zeitungsgründer und Förderer der Sprachreisen
- Rudolf Kirchschläger (1915–2000), 1930 bis 1935 Schüler der Aufbauschule, Bundespräsident 1974 bis 1986
- Karl Korab (* 1937), Maler
- Amand Körner (* 1940), Schulwart, Mineraliensammler und Heimatforscher
- Franz Lackner (* 1956), amtierender Erzbischof von Salzburg
- Erich Landsteiner (* 1961), Historiker und Universitätsprofessor
- Oswald Liebhart (* 1925), Lehrer und Maler
- Herbert Loskott (1926–2021), Komponist und Heimatforscher
- Claudia Lösch (* 1988), Behindertensportlerin
- Rudolf Malli (* 1947), Lehrer und Historiker
- Johann Marihart (* 1950), Matura 1969, Generaldirektor der Agrana, Präsident der Europäischen Zuckerindustrie
- Stefan Meyer (1872–1949), Physiker auf dem Gebiet der Radiumforschung
- Wilhelm Miklas (1872–1956), Direktor des Gymnasiums 1905 bis 1922; Bundespräsident 1928 bis 1938
- Josef Misson (1803–1875), Mundartdichter
- Eugen Müller (1934–2013), Zisterzienser, Prior im Stift Lilienfeld (1985–2005), Bibliothekar
- Robert Obtresal (1880–1915), Lehrer und Maler
- Anton Pontesegger (1929–2015), Lehrer und Schulhistoriker
- Ingo Prihoda (1922–1991), Lehrer und Museumsdirektor
- Karl Petrikovics (* 1954), Matura 1972, ehemaliger Vorstandsvorsitzender der Constantia Privatbank, der Immofinanz AG und der Immoeast AG
- Ernst Pleßl (1928–2007), Historiker
- Alois Puschnik (1922–2007), Heimatforscher
- Herbert Puschnik (* 1944), Lehrer, Heimatforscher und bildender Künstler
- Erich Rabl (* 1948), Lehrer, Museumsdirektor, Archivar und Historiker
- Adrian Rauch (1731–1802), Piarist, Historiker, war Lehrer und Rektor der Einrichtung
- Peter L. Reischütz (* 1947), Lehrer und Malakozoologe
- Thomas Renner (* 1971), Lehrer und Abt von Stift Altenburg
- Friedrich Scheiner (1923–1985), Direktor
- Ludwig Schleritzko (* 1978), Politiker (ÖVP), Landesrat in Niederösterreich
- Peter Schnaubelt (* 1964), Lehrer, Buchautor
- Karl Scholz (1879–1957), Künstler
- Egon Schoß (1911–1991), Lehrer und Schriftsteller
- Werner Vasicek (1939–2013), Paläontologe
- Michael Wiesinger (1914–1983), Bezirkshauptmann von Korneuburg und Tulln
- Moriz Winternitz (1863–1937), am Gymnasium 1872 bis 1880, Indologe, Ethnologe, zuletzt Professor für Sanskrit und Ethnologie in Prag
- Alois Zaunbauer (1880–1974), Direktor und Landesschulinspektor